# Sadomasoquismo
Sadomasoquismo es un acrónimo de los términos sadismo y masoquismo, y se refiere a la práctica de dar y recibir placer por medio de actos que incluyen recibir o provocar dolor o humillación. Quienes practican el sadomasoquismo pueden buscar obtener placer sexual a través de estos actos. En el caso del masoquismo, la persona obtiene placer al ser dominado o maltratado. Por su parte, el sadismo es la obtención de placer al realizar actos de crueldad o dominio. Si bien los términos sádico y masoquista se refieren respectivamente a una persona que disfruta de dar o de recibir dolor, algunas de las personas que lo practican pueden cambiar entre la actividad y la pasividad.
La abreviatura S&M se usa comúnmente para referirse al sadomasoquismo (o Sadismo & Masoquismo), aunque también se usan otras como S-M, SM, o S/M, particularmente entre quienes lo practican. Este disfrute puede ser de naturaleza sexual y consensuada, en cuyo caso se considera una de las prácticas que se engloban bajo el acrónimo BDSM. El sadomasoquismo no es considerado una parafilia clínica (véase, trastorno de sadismo sexual) a menos que su práctica lleve a distrés o discapacidad significativos para un diagnóstico. De manera similar, el sadismo sexual dentro del contexto del consentimiento mutuo, conocido generalmente bajo el título de BDSM, se distingue de los actos no-consensuales de violencia sexual o agresión. En caso contrario, puede ser indicativo de trastorno mental o el resultado de emociones humanas como el odio, la venganza e incluso ciertas concepciones arcaicas de la justicia. Estamos, pues, ante una polisemia con matices de significado claramente diferenciados.
El psiquiatra alemán Richard von Krafft-Ebing introdujo los términos «sadismo» y «masoquismo» en la terminología médica en su obra Neue Forschungen auf dem Gebiet der Psychopathia sexualis («Nueva investigación en el área de la psicopatología del sexo») en 1890. El término sadismo viene del nombre del marqués de Sade (1740-1814), escritor y filósofo francés autor de numerosas obras donde el sadismo sexual ocupa un papel de gran importancia. Su antónimo y complemento potencial es el masoquismo, que viene del nombre de Leopold von Sacher-Masoch (1836-1895, también escritor), autor de La venus de las pieles, obra polémica que llevó a Krafft-Ebing, a asociar la obra del autor con las prácticas masoquistas y a crear esa palabra basado en su segundo apellido, Masoch. El masoquismo es la obtención de placer a través de actos de crueldad o dominio causados a sí mismo o provocados a uno mismo por medio de una persona con la que se mantenga un vínculo sexual. Este disfrute también puede ser sexual o asexual. La característica fundamental del masoquismo que lo distingue de otros tipos de sumisión es la algolagnia, esto es, la mezcla causada entre el dolor y el placer.

## Sadismo

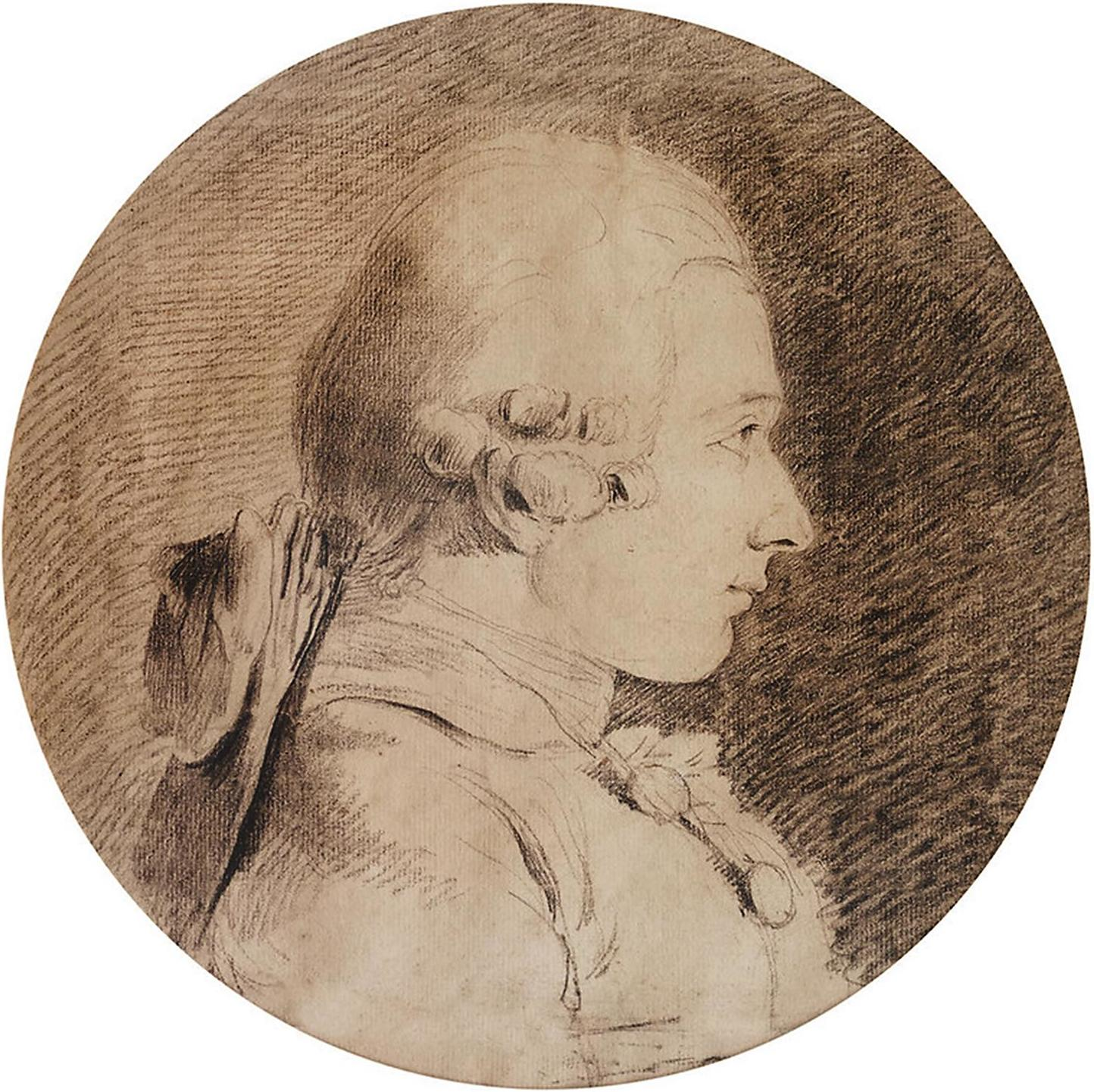
Retrato del Marqués de Sade por Charles-Amédée-Philippe van Loo (1761)

El sadismo es una característica de la naturaleza humana, difícil de identificar en otras especies, ampliamente documentada desde los orígenes de la especie mediante hallazgos antropológicos y obras históricas. Los actos de crueldad elaborada, excesiva o gratuita contra animales, personas y colectivos constituyen una constante en el desarrollo de la humanidad, frecuentemente justificados como exigencias de mantenimiento de la disciplina, del orden familiar, del orden social, del orden divino, ejemplarización o retribución, y consecuencia de los actos de guerra. Muchas sociedades han llegado a transformar algunos de estos actos de crueldad en festejos colectivos, como es el caso del circo romano o la tortura y ejecución públicas de los condenados.
La realización de algunos de estos actos de crueldad constituye mandato divino en la mayoría de las religiones, si bien en algunas ocasiones estas mismas religiones actuaban de limitadores de los mismos.
Por lo común, tales actos de crueldad se han considerado malignos cuando se realizan por razones exclusivamente personales y privadas, al margen de estos mecanismos de socialización o sacralización. Por ello, resulta complejo separar la crueldad y el sadismo de sus justificaciones sociales en tiempos anteriores a la Edad Moderna, y solo nos han llegado noticias de sádicos históricos cuando el uso privado o el nivel y grado de elaboración de la crueldad llamaron la atención de sus coetáneos. Este es el caso de personajes como Calígula, Tiberio, Gilles de Rais, Vlad Tepes, Murad IV, Isabel Báthory o Catalina la Grande. En general, la crueldad es indistinguible del ejercicio del poder familiar o social hasta la llegada del humanismo renacentista y la plasmación final de la singularidad individual en las declaraciones de derechos de la Edad Moderna; por tanto, resulta imposible hasta este momento diferenciar claramente el disfrute personal de la crueldad de los ejercicios de crueldad colectiva. Y quienes comenzaron a hacerlo, fueron rápidamente caracterizados como pervertidos o psicópatas.

## Masoquismo

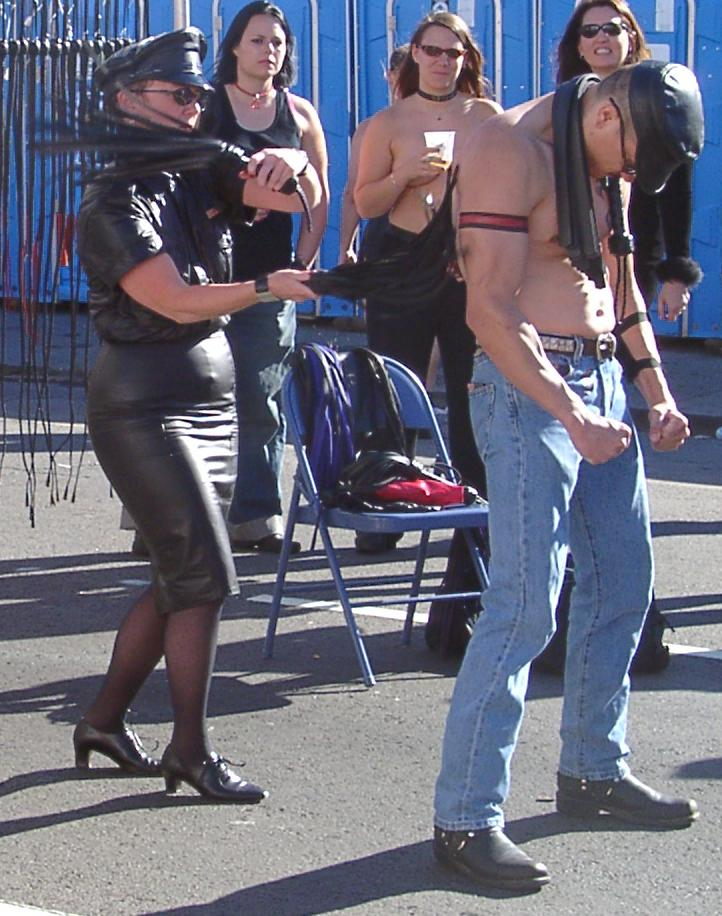
Demostración de azotamiento en la Folsom Street Fair, 2004.

La observación histórica y antropológica del masoquismo resulta aún más oscura. En el periodo premoderno, el masoquismo quedó enmascarado por el hecho de que el comportamiento óptimo de todo súbdito —a diferencia del ciudadano— es análogo al de un esclavo masoquista: reconocimiento de la autoridad y de la sujeción a la misma, obediencia sin paliativos, aceptación activa del orden impuesto y de los métodos de castigo utilizados para mantenerlo, cooperación en los mecanismos represivos, etc.
Adicionalmente, en tiempos de gran crueldad y brutalidad, no resultaba difícil provocar situaciones que se resolvieran mediante la aplicación de control y dolor fácilmente predecibles en intensidad y alcance por el contexto cultural.
Este enmascaramiento dificulta enormemente la identificación de masoquistas conocidos en la historia y obliga a deducir su existencia de sus acciones, lo que siempre resulta discutible. Este sería el caso de algunos mártires y también de ciertos líderes, que buscaron activamente su propia destrucción aunque las circunstancias no lo exigieran. Asimismo se trasluce en algunos personajes literarios, como el caballero Lancelot de las leyendas artúricas.
En todo caso, el masoquismo es igualmente una característica de la naturaleza humana que no se halla en otras especies. Son incontables las personas que buscan y mantienen situaciones en las que resultarán dañadas, humilladas, castigadas e incluso torturadas o destruidas. Hay quien afirma que las sociedades organizadas serían imposibles sin estos rasgos masoquistas en una mayoría de la población.
El masoquismo parece hallar su satisfacción en:
- Las sensaciones de orden, control y predecibilidad de los acontecimientos, contra los impulsos propios y ajenos de naturaleza caótica.
- El abandono temporal o permanente de las propias responsabilidades, sobre todo cuando estas resultan muy agobiantes, retornando a un estado "infantil" más libre dentro de su dependencia de otros.
- Ocasionalmente, reproducción y liberación de experiencias infantiles traumáticas, lo que refuerza el elemento anterior.
- El alivio de las sensaciones de culpa a través del castigo, que refuerza los dos elementos anteriores, en caso de darse.
- El efecto enteogénico y ansiolítico de las endorfinas, potentes opiáceos naturales segregados por el cerebro como respuesta al dolor y el miedo, así como de otros mecanismos analgésicos endógenos.
- Los factores de intensa excitación sexual vinculados a estas actividades.
- En algunos casos, la reivindicación del propio ser desde un papel de víctima sacrificada o dispuesta.

Cuando el masoquismo busca la propia destrucción, rechazo o abandono, suele considerarse un indicio de patología mental o de tendencias suicidas. En cambio, cuando busca la propia realización a manos de una persona con la que se mantiene un vínculo emocional, constituye una manifestación de la afectividad del tipo del BDSM.
La investigación científica ha revelado que podría existir un tipo particular de masoquistas por razones exclusivamente fisiológicas, debido a un error de transcripción del gen SCN9A, que codifica el canal de ion sodio Nav1.7 utilizado por el organismo para el control del dolor. Estos masoquistas tendrían interés únicamente en la experiencia del dolor (algolagnia), sin los factores psicológicos, aunque se cree que su propio desarrollo personal les conduce a distintas manifestaciones del sadomasoquismo.

## Switchs
Una característica que diferencia a sádicos y masoquistas del conjunto de la comunidad BDSM es su propensión más frecuente a intercambiar los roles (switch ‘conmutador’), lo que ya observó Krafft-Ebing en un buen número de sus famosos casos. Freud profundizó en ese concepto, afirmando que el masoquismo masculino no es sino una transformación del sadismo.
Se observa, de la experiencia, que un elevado porcentaje de personas dispuestas a tomar parte en prácticas sadomasoquistas de alto nivel pueden hacerlo desde cualquiera de los dos papeles, lo que resulta menos frecuente en las personas interesadas primordialmente en las relaciones de dominación/sumisión sin un intenso componente sadomasoquista.
Se ha documentado que los sádicos patológicos, en entornos psiquiátricos y penitenciarios, son extremadamente proclives a adoptar roles masoquistas e incluso buscarlos activamente. Serían, pues, "sádico-masoquistas" que solo llaman la atención de la sociedad y las autoridades por sus actividades sádicas, pero en quienes las masoquistas están igualmente presentes.

## Evolución de las percepciones sobre sadismo y masoquismo

### Fetichistas

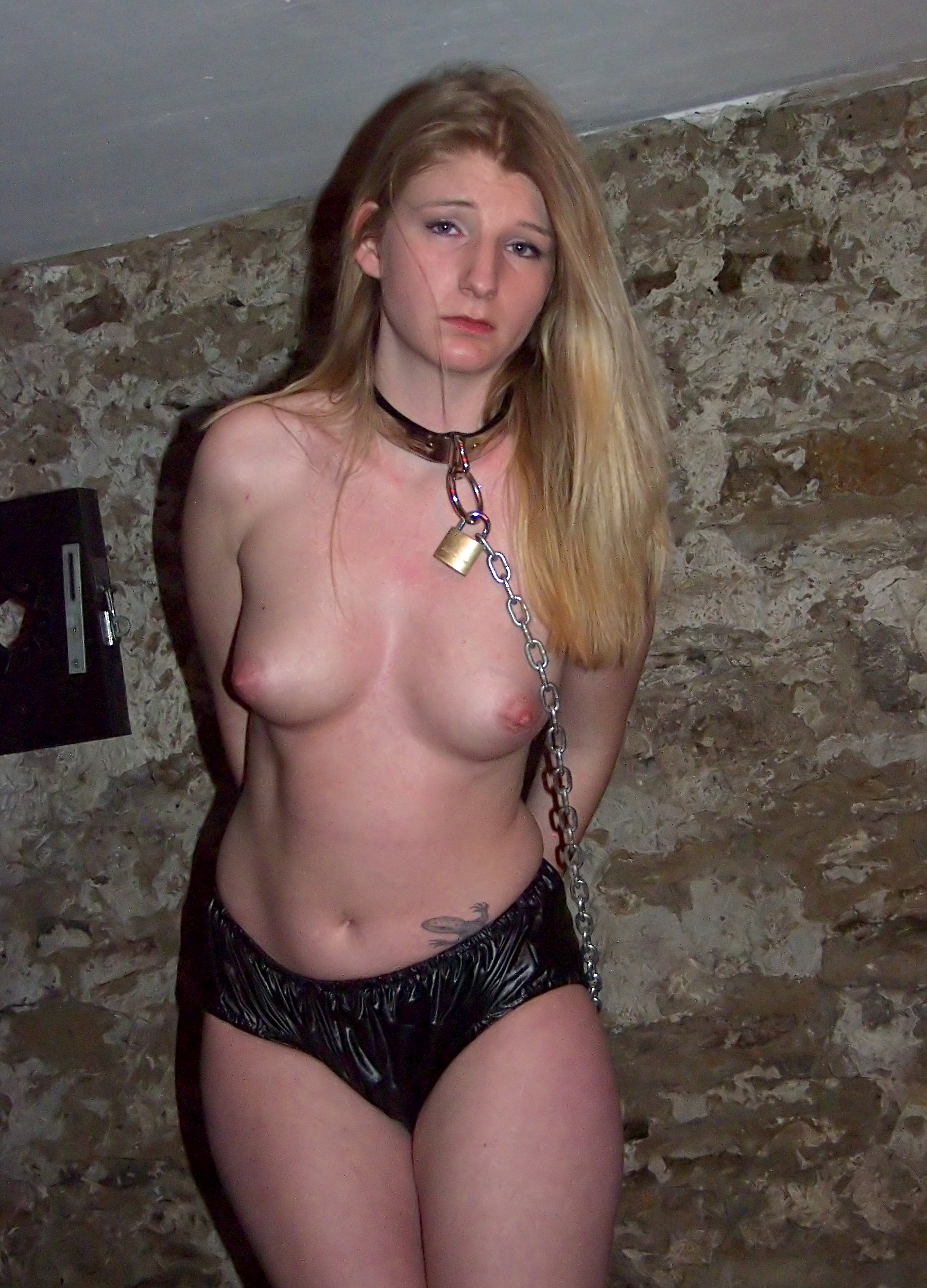
Mujer haciendo el rol de "esclava", practicando el sadomasoquismo.

La práctica de actos sadomasoquistas consensuados individuales o grupales aparece esporádicamente en la historia desde la Antigüedad. Ya en el siglo IX a. C. existen referencias de flagelaciones en el culto a la diosa Artemisa (Arthemis Orthia). La Tomba della Fustigazione (periodo etrusco, siglo VI a. C.) contiene la pintura de dos hombres azotando a una mujer en un contexto inequívocamente sexual. El conocido Kama Sutra (India, siglo IV a. C.) describe varias formas de relaciones sadomasoquistas, y diversos poetas romanos como Juvenal o Petronio hablan de personas atadas y azotadas por razones eróticas. Las orgías de los cultos mistéricos extendidos por el Mediterráneo oriental desde el Neolítico incorporaban sangrientos rituales netamente sádicos y masoquistas.
Sin embargo, el surgimiento del sadomasoquismo como actividad sexual diferenciada se manifiesta con los avances propios de la Edad Moderna mencionados anteriormente. El ser humano, convertido en individuo y ciudadano, da rienda suelta a sus pasiones privadas en un contexto igualmente privado. La novela Fanny Hill, de 1740, describe claramente una escena de flagelación sexual. En 1769 hay ya numerosos informes de prostíbulos especializados en prácticas sadomasoquistas de todo tipo. Por la misma época, el marqués de Sade comenzaba a meterse en los problemas político-sexuales que le costarían muchos años de prisión.
Donatien Alphonse François de Sade, conocido mejor como el marqués de Sade (1740-1814), fue un personaje aristócrata convertido en revolucionario, filósofo, político, escritor, pensador y practicante del sadomasoquismo. Estuvo preso un total de 32 años por diversos motivos y murió en el manicomio de Charenton. Resulta complejo determinar si se trataba de un liberal extremo o de uno de los primeros anarquistas; en todo caso, fue un materialista ateo partidario de la utopía. En 1785, estando preso en la Bastilla, escribió Los 120 días de Sodoma, donde cuatro asesinos sádicos acaban atrozmente con la vida de 46 adolescentes mientras escuchan los relatos de cuatro prostitutas. Este libro no fue publicado hasta 1905, con lo que permaneció desconocido en su época. Sade lo creyó perdido.
Sin embargo, en 1787, estando aún preso, redactó Justine o los infortunios de la virtud, que se considera el primer libro sadomasoquista de todos los tiempos. Relata la vida de una infortunada huérfana entre los 12 y los 26 años, sometida a todo tipo de perversiones, tormentos y abusos. No se trata de una obra meramente erótica: presenta un fuerte contenido político-moral, reforzado mediante una inversión radical de la justicia poética de todos sus antecesores, donde la virtuosa Justine es castigada por todos los grupos sociales y condenada a una existencia misérrima e impotente; mientras que su hermana Juliette, más lasciva y corrupta, triunfa y asciende rápidamente en la escala social, lo que le permite hacer el bien como Madame de Lorsagne. En 1795, su La filosofía en el tocador transformaría la sexualidad sadomasoquista en un arma de liberación política, y viceversa.
Otras obras destacadas del marqués de Sade son Juliette o el vicio recompensado (1797), que abunda en la personalidad de la hermana de Justine; Aline y Valcour; Los crímenes del amor, y muchas más, algunas de las cuales fueron destruidas por sus familiares con posterioridad.
Sade, conocido como el Divino Marqués, se convirtió en un personaje controvertido e inmensamente popular. Sus libros se tradujeron a numerosos idiomas y fueron leídos por millones de personas, hasta la actualidad. No obstante, muchos practicantes contemporáneos del BDSM encuentran estas obras tremendamente incómodas, pues apenas hay consenso en sus relatos. Las víctimas son sometidas por la fuerza, raptadas contra su voluntad, violadas, torturadas y frecuentemente asesinadas; y, por supuesto, la mayoría son menores de edad, cosa a la que no daban mucha importancia en aquellos tiempos. Tan solo Filosofía en el tocador presenta una cara algo más amable. El erotismo de Sade es el erotismo de un asesino o un agresor sexual muy sofisticado, no el de un correcto practicante de BDSM en el siglo XXI.
En la dualidad de estos dos términos, cabe mencionar a la parte pasiva de esta relación y su origen: este segundo término, masoquismo, se acuñó gracias a la publicación de un libro llamado “La Venus de las pieles”, en el que se contaba la historia de un hombre sumiso que se dejaba hacer y deshacer por su “ama”, a la que idealizaba con pieles de animales. El escritor, Leopold Von Sacher-Masoch, también llevaba una práctica de dominación con su pareja en la vida real, la cual retrató en su libro.

### Psicópatas
Naturalmente, la presencia de agresores sexuales es también una constante histórica. Por el contrario, el asesino sádico privado no aparece documentado en la historia hasta finales de la Edad Media y no se generaliza hasta el siglo XIX. Resulta imposible determinar si es un fenómeno genuinamente novedoso, o si este tipo de delincuentes permanecían disimulados por las estructuras sociales, culturales y políticas anteriores o bajo coberturas mitológicas como las leyendas de los vampiros y hombres lobo. En todo caso, los primeros asesinos sádicos conocidos son el francés Eusebius Pieydagnelle (6 víctimas, años 1870), el famoso londinense Jack el Destripador (al menos 5 víctimas, 1888), Joseph Vacher (Francia, 1898, 11 víctimas) y H. H. Holmes (Estados Unidos, 1896, 27 víctimas).
Ya en 1843 un médico húngaro, Heinrich Kaan, había publicado un libro titulado Psychopathia sexualis (Psicopatía del sexo), donde transformaba los pecados del cristianismo en enfermedades mentales. Así, términos morales como "perversión", "aberración" y "desviación" pasaron al vocabulario clínico durante más de un siglo. En 1890, el psiquiatra y forense alemán Richard Freiherr von Krafft-Ebing publicó Neue Forschungen auf dem Gebiet der Psychopathia sexualis (Nueva investigación sobre la psicopatía del sexo), el primer tratado clínico completo sobre las alteraciones de la sexualidad. Para Krafft-Ebing, toda manifestación sexual que no condujera a la reproducción era anómala, y el sadomasoquismo caía plenamente en este concepto. Fue él quien acuñó los términos sadismo, por el marqués de Sade, y masoquismo, por la obra La Venus de las pieles de su contemporáneo Leopold Von Sacher-Masoch; en ella, un hombre resulta sometido a manos de una mujer.

### El psicoanálisis
Poco después, en 1905, el famoso psicoanalista Sigmund Freud establecería una hipótesis psicoanalítica sobre el sadismo y el masoquismo, en Drei Abhandlungen zur Sexualtheorie (Tres escritos sobre la teoría sexual), donde formula la tesis de que "la excitación sexual se genera como efecto colateral, a raíz de una serie de procesos internos, para lo cual basta que la intensidad rebase ciertos límites cuantitativos". Así, la excitación propia del dolor producido en el cuerpo, en tanto cumple con tal condición, equivaldría a una excitación sexual de este tipo, concebida como un mecanismo fisiológico que tiene lugar en la infancia, y solo ocasionalmente se prolonga más allá de ésta. Más tarde, el psicoanalista Isidor Isaak Sadger usaría por primera vez el término "sadomasoquismo", en 1913, cabe mencionar que Sadger era del grupo de psicoanalistas en el que se encontraba Freud, quien escribió muchas teorías sobre la relación que el sadomasoquismo tenía con la enfermedad sexual, con la perversión, y su posterior evolución del término a parafilias.
Freud exponía que existían dos tipos de perversiones:
- La perversión de tipo objeto, caracterizadas por una fijación en un solo objeto en un detrimento de los otros, ubica por una parte las relaciones sexuales con un partenaire humano (incesto, homosexualidad, paidofilia, autoerotismo), y por otro lado las relaciones sexuales con un objeto no humano (fetichismo, zoofilia, travestismo).

- Las perversiones de fin, distinguen tres tipos de prácticas:
  - El placer visual (exhibicionismo, voyerismo)
  - El placer de sufrir o hacer sufrir (sadismo, masoquismo)
  - El placer por sobreestimación exclusiva de una zona erógena

Para Freud, la perversión solo era una expresión contraria de la neurosis porque decía que lo que la neurosis reprimía y ocultaba, las perversiones lo mostraban.
En el año 1924, Freud publica un estudio sobre masoquismo Das ökonomishe Problem des Masochismus, donde recopila su experiencia en el tratamiento psicoanalítico de personas aquejadas del padecimiento vinculado al mismo. Menciona que le fueron hallables tres formas de masoquismo que califica como masoquismo erógeno, masoquismo femenino y masoquismo moral, siendo el primero de ellos, según él, el fundamento de las otras dos formas.
En su estudio se mencionan, en lo concerniente al masoquismo femenino, solo unos casos en los que se trató de pacientes varones. Dentro de esta forma distingue, por otra parte, entre aquellos sujetos que llevaban a cabo «escenificaciones» masoquistas y los que se contentaban obteniendo la satisfacción que les procuraba el solo fantasearlas. Según el estudio, ambas, las escenificaciones reales y las fantaseadas, se correspondían punto por punto. Su contenido «manifiesto» era idéntico: "ser amordazado, atado, golpeado dolorosamente, azotado, maltratado de cualquier modo, sometido a obediencia incondicional, ensuciado, denigrado".
Freud asegura que en todos los casos puede hallarse que la persona es colocada en una "situación característica de la feminidad, vale decir, ser castrado, ser poseído sexualmente o parir". Si bien, aclara, ocasionalmente "la castración o el dejar ciego, que lo subroga, ha impreso a menudo su huella negativa en las fantasías: la condición de que a los genitales o los ojos, justamente, no les pase nada".
Por otra parte, el autor destaca que dicha forma de masoquismo se basa en el erógeno, que también califica de primario, y lo vincula a la actividad de cierta pulsión que denomina pulsión de muerte o pulsión de destrucción. Una parte de la cual sería puesta al servicio de lo que se conoce como sadismo, quedando otro sector como un remanente donde discierne el «masoquismo erógeno primario». De este modo, la pulsión de destrucción se desdoblaría en un fragmento reconducido sobre los objetos y otro que encuentra su objeto en el propio sujeto. De este distingue, a su vez, el masoquismo secundario, correspondiente a una reintroyección del sadismo.
En cuanto a la tercera forma, el masoquismo moral, allí no es tan evidente su vínculo con la sexualidad. En particular, desaparece la condición que parecía general de todo padecer masoquista proveniente de la persona amada. Lo que parece, más bien, es que "el padecer es lo que importa, no interesa que lo inflija la persona amada o una indiferente".
Destaca además algunos casos en los que le fue dado encontrarse con una suerte de «sentimiento de culpa inconsciente» que se exterioriza en una extraña satisfacción obtenida de las resistencias hacia el restablecimiento, vinculada a la «reacción terapéutica negativa». En relación con este punto, manifiesta además que en algunos casos de neurosis graves, refractarias al tratamiento psicoanalítico, los síntomas desaparecen ante circunstancias tales como un matrimonio desdichado, la pérdida de la fortuna económica, una grave enfermedad orgánica. Aparentemente, un padecimiento ha venido en sustitución de otro, tomando su relevo.
En cuanto a la explicación de semejantes fenómenos clínicos, Freud vincula la «conciencia inconsciente de culpa» a la tensión que puede darse entre el yo y el superyó en el sujeto debido a que aquel "puede volverse duro, cruel, despiadado hacia el yo a quien tutela. De este modo, el imperativo categórico de Kant es la herencia directa del complejo de Edipo", ya que dicha instancia psíquica surge, según sus teorías, de la desexualización de este complejo, en el que en virtud del masoquismo primario el sujeto se hace castigar por un poder parental. Luego, el mismo puede ser revivido mediante el proceso de regresión que torna fallida su superación.
“[…] A Jacques Lacan y sus discípulos franceses les corresponde el mérito haber sacado la perversión del dominio de la desviación, para considerarla una verdadera estructura.
Siendo, Lacan, amigo de Georges Bataille, lector de Marqués de Sade, de Henry Havelock Ellis, de la poesía erótica y de la filosofía platónica, es mucho más sensible que Freud, que los freudianos y los kleinianos, a la cuestión de eros, del libertinaje y sobre todo de la naturaleza homosexual, bisexual, fetichista, narcisista y polimorfa del amor. Piensa que solamente los perversos saben hablar de la perversión.”
Lacan logró separar la idea de que la perversión era resultado de la neurosis o de la psicosis, diciendo que había varios tipos de perversiones aun entre los pervertidos.

## Sadismo y masoquismo en elManual diagnóstico y estadístico de los trastornos mentales
Sadismo y masoquismo quedaron atrapados durante más de un siglo como "enfermedades mentales" potencialmente peligrosas. No se establecía una distinción entre el asesino sádico y el practicante de sadomasoquismo consensuado. En la quinta edición de DSM-5, publicada el 18 de mayo de 2013, siguen incluidos estos trastornos en el Manual diagnóstico y estadístico de los trastornos mentales (DSM-V).

## Demografía del sadomasoquismo
No existen datos fiables sobre la prevalencia del comportamiento sadomasoquista en el conjunto de la sociedad. Se han realizado diversas encuestas y estadísticas con universos limitados y dudas sobre la metodología y sinceridad de los encuestados. En general, se considera que entre el 10 % y el 20 % de la población demuestra interés habitual en las prácticas BDSM y entre un 2 % y un 4%, en el sadomasoquismo. Hasta un 20 % podría haber practicado BDSM alguna vez.
En España, los datos de una encuesta de 1999 afirman que un 23 % de los hombres y un 19 % de las mujeres admite haber realizado algún tipo de práctica BDSM, mientras que un 33 y un 45 %, respectivamente, tenían fantasías BDSM. Entre quienes lo practicaban, un 65 % desarrollaban relaciones de tipo dominación-sumisión (D/s), mientras que un 17 % se reconocían como practicantes del sadomasoquismo. En cuanto a los roles, un 32 % de los varones y un 12 % de las mujeres que practicaban BDSM y escogieron un rol en la encuesta, se consideraban prefentemente dominantes, mientras que un 43 % de los hombres y un 72 % de las mujeres reconocían tendencias fundamentalmente sumisas. Un 23 % y un 9 %, respectivamente, afirmaban sentirse switch.

## Literatura (ficción)
La presencia de prácticas sadomasoquistas ha sido estudiada en el ámbito académico. El historiador Anthony Storr sostiene que el elevado número de obras pornográficas sadomasoquistas evidencia el interés de la sociedad occidental en esta práctica. John Kucich destacó la importancia del masoquismo en la literatura británica colonial de finales del siglo XIX.
En Gran Bretaña, desde el siglo XVIII y muy especialmente a partir de la época victoriana, la flagelación erótica también conocida como “disciplina inglesa” se convirtió en un fenómeno social, a partir del cual se generó abundante literatura e iconografía.  Muy conocidas son obras como Fanny Hill, de John Cleland o A Full and true account of the wonderful misión of Earl Lavender, de John Davidson. Asimismo, en Francia, siguiendo los pasos de la obra del marqués de Sade, se publicó entre los siglos XIX y las primeras décadas del XX una gran cantidad de libros centrados en la flagelación erótica, con autores especializados como Aimé Van Rod, Jean de Villiot, Jean de Virgans, Jean Fauconney (Jaf y Saldo) y otros muchos.[cita requerida] En España, antes de la Guerra Civil, el sadomasoquismo también generó algunos ecos literarios, aunque no con la misma intensidad que en otros países europeos.
En la literatura europea a partir de la segunda mitad del siglo XX destacan novelas como Las edades de Lulú de Almudena Grandes, El amante lesbiano de José Luis Sampedro, La sumisa insumisa de Rosa Peñasco (2008), La mujer de sombra de Luisgé Martín. o  Pisa mi corazón de Elisa Beni. Esta última novela ha sido elogiada por Juan Manuel de Prada.